# Hydrovatus picipennis
Hydrovatus picipennis är en skalbaggsart som beskrevs av Victor Ivanovitsch Motschulsky 1859. Hydrovatus picipennis ingår i släktet Hydrovatus och familjen dykare. Inga underarter finns listade i Catalogue of Life.